# Andrew Ference
Andrew James Stewart Ference (* 17. März 1979 in Edmonton, Alberta) ist ein ehemaliger kanadischer Eishockeyspieler, der während seiner aktiven Karriere zwischen 1994 und 2015 unter anderem 1027 Spiele für die Pittsburgh Penguins, Calgary Flames, Boston Bruins und Edmonton Oilers bestritten hat. Den größten Erfolg seiner Karriere feierte er im Jahr 2011 mit dem Gewinn des Stanley Cups in Diensten der Boston Bruins. Darüber hinaus erhielt er im Jahr 2014 die King Clancy Memorial Trophy für sein soziales Engagement.

## Karriere

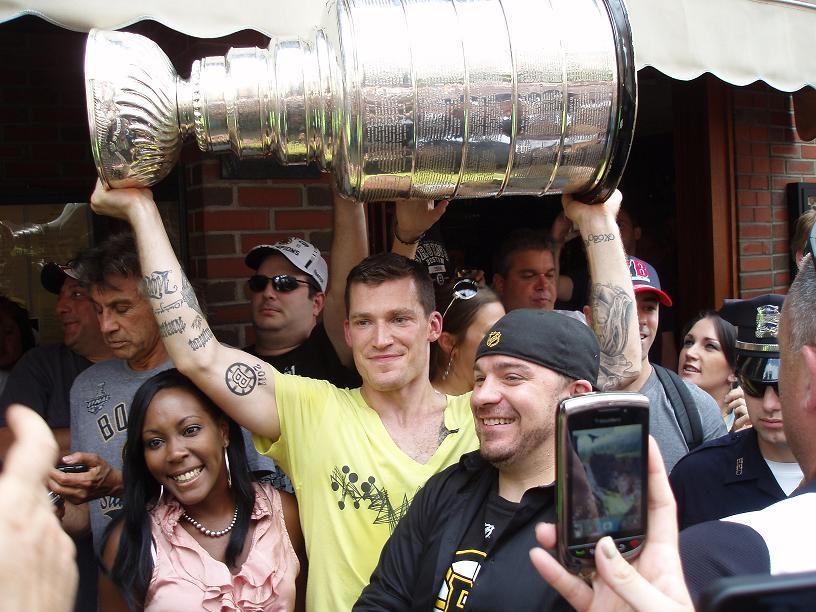
Ference bei den Feierlichkeiten zum Stanley-Cup-Gewinn Bostons

Andrew Ference begann seine Karriere als Eishockeyspieler in der Western Hockey League bei den Portland Winter Hawks. Nach drei Jahren in Portland wurde er als insgesamt 208. Spieler von den Pittsburgh Penguins im NHL Entry Draft 1997 ausgewählt. Ference spielte noch zwei weitere Jahre in Portland und spielte auch fünfmal in der International Hockey League für die Kansas City Blades, bevor er im Sommer 1999 in den Kader von Pittsburghs Farmteam, der Wilkes-Barre/Scranton Penguins aus der American Hockey League, aufgenommen wurde. Am 1. Oktober 1999 gab der Kanadier sein Debüt in der National Hockey League in einem Spiel gegen die Dallas Stars. Am 13. November 1999 gelang dem Verteidiger gegen die Nashville Predators sein erstes NHL-Tor. Am 9. Februar 2003 wurde Ference an die Calgary Flames abgegeben.
In der Saison 2003/04 erreichte Ference mit seinem Team die Stanley-Cup-Finalspiele, unterlag jedoch mit Calgary den Tampa Bay Lightning. Während des Lockout der NHL-Saison 2004/05 spielte Ference in der tschechischen Extraliga für den HC České Budějovice. Nach Wiederaufnahme des Spielbetriebs in der NHL kehrte Ference für zwei weitere Spielzeiten zu den Calgary Flames zurück.
Am 10. Februar 2007 wurde Ference zusammen mit Chuck Kobasew im Tausch für Brad Stuart und Wayne Primeau an die Boston Bruins abgegeben, mit denen er im Jahr 2011 den Stanley Cup gewann. Im Juli 2013 unterzeichnete er einen Vierjahresvertrag bei den Edmonton Oilers und wurde im September zum Kapitän seines neuen Klubs ernannt. Ference erfüllte in der Folge zwei Jahre des Vertrags, musste aber aufgrund anhaltender Hüftbeschwerden kurz nach Beginn der Saison 2015/16 dauerhaft aussetzen und auf die Injured Reserve List gesetzt. Am 16. September 2016 gab der Verteidiger, der 2014 mit der King Clancy Memorial Trophy ausgezeichnet worden war, im Alter von 37 Jahren das Ende seiner aktiven Karriere bekannt.

### International
Ference vertrat sein Heimatland bei der U20-Junioren-Weltmeisterschaft 1999. Im Turnierverlauf erzielte er ein Tor und zwei Torvorlagen. Im Finalspiel unterlag er mit Kanada gegen Russland und gewann die Silbermedaille.

## Erfolge und Auszeichnungen
| - 1998 President’s-Cup-Gewinn mit den Portland Winter Hawks - 1998 WHL Plus-Minus Award - 1998 WHL West First All-Star Team - 1998 Memorial-Cup-Gewinn mit den Portland Winter Hawks - 1998 CHL Plus/Minus Award - 1998 CHL Third All-Star Team - 1999 Doug Wickenheiser Memorial Trophy | - 1999 WHL West Second All-Star Team - 2001 Teilnahme am AHL All-Star Classic - 2002 Teilnahme am NHL YoungStars Game - 2005 Meister der 1. Liga und Aufstieg in die Extraliga mit dem HC České Budějovice - 2011 Stanley-Cup-Gewinn mit den Boston Bruins - 2014 King Clancy Memorial Trophy |

### International
- 1999 Silbermedaille bei der U20-Junioren-Weltmeisterschaft

## Karrierestatistik

### International
Vertrat Kanada bei:
- U20-Junioren-Weltmeisterschaft 1999

(Legende zur Spielerstatistik: Sp oder GP = absolvierte Spiele; T oder G = erzielte Tore; V oder A = erzielte Assists; Pkt oder Pts = erzielte Scorerpunkte; SM oder PIM = erhaltene Strafminuten; +/− = Plus/Minus-Bilanz; PP = erzielte Überzahltore; SH = erzielte Unterzahltore; GW = erzielte Siegtore; 1 Play-downs/Relegation; Kursiv: Statistik nicht vollständig)